# Jean Byron
Jean Byron (Paducah, 10 de diciembre de 1925 – Mobile, 3 de febrero de 2006) fue una actriz teatral, cinematográfica y televisiva estadounidense. Fue sobre todo conocida por su papel de Natalie Lane, madre de Patty Lane en The Patty Duke Show. Fue también conocida como Jean Audette y Jean Burkhart al principio de su carrera.

## Biografía

### Inicios
Su verdadero nombre era Imogene Audette Burkhart Byron, y nació en Paducah, Kentucky, siendo sus padres Anna Gertrude Bastin (1906 - 1988) y Edward Burkhart (1892 - 1958). Era ella joven cuando su familia se mudó a Louisville, Kentucky, yendo a California cuando tenía 19 años, durante la Segunda Guerra Mundial.
Siendo adolescente, Byron bailaba claqué y hacía comedia, y en el verano de 1939 cantó con una compañía en el Parque Iroquois de Louisville.

### Carrera
Byron cantó en las emisoras radiofónicas WKRD (AM) y WHAS (AM), ambas en Louisville. En 1939 fue una de las dos personas que ganaron la competición regional del show radiofónico Gateway to Hollywood, en Louisville, lo que le facilitó ir a Hollywood para competir en el siguiente nivel del concurso. Byron cantó en días alternos en Kentucky Karnival, un programa emitido a nivel nacional por Mutual Broadcasting System.
Ella también cantó con la banda de Tommy Dorsey, pasando después un breve tiempo con el grupo de Jan Savitt. Estudió arte dramático entre 1947 y 1950, a lo que siguió un tiempo actuando con el grupo teatral Players Ring, los cuales no pagaban bien, pero ofrecían a los actores una necesaria publicidad. Con ese grupo, actuando en una pieza titulada Merrily We Roll Along, llamó la atención de Harry Sauber, cazatalentos de Sam Katzman. Se le pidió que leyera un guion y que imitara el acento británico, lo cual hizo. Katzman rechazó el nombre de la actriz, por lo que ella eligió el apodo artístico Jean Byron, que Columbia Pictures consideró más apropiado.
El primer film de Byron fue Voodoo Tiger (1952). En los años 1950, Byron actuó en varias películas de serie B, entre ellas The Magnetic Monster y Serpent of the Nile, además de hacer papeles como actriz invitada en series televisivas, entre ellas The Millionaire, The Pepsi-Cola Playhouse, Science Fiction Theatre, Fury, y Bourbon Street Beat. Byron también fue portavoz de las compañías Revlon y Lux en el programa de la NBC de Rosemary Clooney. Otra de sus actuaciones fue el papel de Minnie en la serie emitida por redifusión Mayor of the Town (1954).
En 1959, Byron hizo una actuación semiregular en el programa de CBS The Many Loves of Dobie Gillis, interpretando a Dr. Imogene Burkhart, su nombre real. Durante su período en el show, fue escogida para trabajar en el piloto de una serie derivada sobre la amiga de Dobie Gillis, Zelda. 
Al año siguiente fue protagonista de la serie de corta duración Full Circle. En 1963 obtuvo el papel de Natalie Lane en The Patty Duke Show. Tras finalizar el programa en 1966, la actriz siguió trabajando como artista invitada en shows como Batman, Marcus Welby, M.D., Maude, y Hotel. Otro programa en el cual fue actriz regular fue Pat Paulsen's Half a Comedy Hour (1970).
La última actuación de Byron en la pequeña pantalla llegó en 1999 en el telefilm The Patty Duke Show: Still Rockin' in Brooklyn Heights.
Además de su trabajo cinematográfico y televisivo, Byron también trabajó en el teatro regional. Así, fue Mama Rose en Gypsy, y actuó en una producción de Guys and Dolls.

### Vida personal
Byron estuvo casada con el actor Michael Ansara entre 1955 y 1956, aunque algunas fuentes afirman que fue entre 1949 y 1956. La pareja no tuvo hijos, y Byron no volvió a casarse.
Jean Byron falleció el 3 de febrero de 2006 en Mobile, Alabama, a causa de las complicaciones surgidas tras ser operada de un reemplazo total de cadera.

## Selección de su filmografía

### Cine
- 1952 : Voodoo Tiger
- 1953 : The Magnetic Monster
- 1953 : Serpent of the Nile
- 1955 : Jungle Moon Men
- 1956 : There's Always Tomorrow
- 1956 : Johnny Concho
- 1959 : Invisible Invaders
- 1963 : Wall of Noise
- 1972 : Where Does It Hurt?
- 1972 : Conquest of the Planet of the Apes
- 1988 : The Perfect Match

### Televisión
- 1954 : City Detective, 2 episodios
- 1955 : The Millionaire, 1 episodio
- 1955 : Las aventuras de Rin tin tin, 1 episodio
- 1955 : You Are There, 1 episodio
- 1956 : My Friend Flicka, 1 episodio
- 1956 : Tales of the 77th Bengal Lancers, 1 episodio
- 1956 : State Trooper, 5 episodios
- 1957 : The 20th Century Fox Hour, 1 episodio
- 1957 : Cheyenne, episodio "The Broken Pledge"
- 1958 : Mickey Spillane's Mike Hammer, 1 episodio
- 1958 : Jefferson Drum, 1 episodio
- 1958 : Yancy Derringer, 1 episodio
- 1958 : Official Detective, episodio "Hired Killer"
- 1959 : The Dennis O'Keefe Show, 1 episodio
- 1959–1960 : Bourbon Street Beat, episodios "The Taste of Ashes" y "Find My Face!"
- 1959–1963 : The Many Loves of Dobie Gillis, 18 episodios
- 1960 : 77 Sunset Strip, 1 episodio
- 1960 : Intriga en Hawái, 1 episodio
- 1960 : Tightrope, 1 episodio
- 1961 : Hennesey, 1 episodio
- 1961 : Bus Stop, 1 episodio
- 1962 : The Detectives Starring Robert Taylor, 1 episodio
- 1963–1966 : The Patty Duke Show, 105 episodios
- 1968 : Batman, 1 episodio
- 1971 : Columbo, 1 episodio
- 1971 : Marcus Welby, M.D., 1 episodio
- 1972 : McCloud, 1 episodio
- 1972 : Mannix, 1 episodio
- 1974 : Maude, 1 episodio
- 1975 : S.W.A.T., 1 episodio
- 1981 : The Brady Girls Get Married, telefilm
- 1987 : Hotel, 1 episodio
- 1999 : The Patty Duke Show: Still Rockin' in Brooklyn Heights, telefilm